# José Antonio Burciaga
José Antonio „Tony“ Burciaga (* 23. August 1940; gest. 7. Oktober 1996) war ein Chicano-Künstler, Dichter und Schriftsteller, der sich mit Themen der Chicano-Identität und der US-amerikanischen Gesellschaft befasste.

## Leben und Wirken
1960 ging Burciaga zur US-Luftwaffe. Nach einem Jahr in Island (dort gehörte Schreiben zu seinen Aufgaben) wurde er nach Saragossa in Spanien versetzt und blieb dort drei Jahre lang. In dieser Zeit entdeckte er für sich das Werk des spanischen Dichters Federico García Lorca.
Nach Beendigung des Militärdienstes erlangte er an der Universität von Texas in El Paso den Grad eines Bachelor of Arts der schönen Künste und begann, als Graphiker und Illustrator zu arbeiten, zunächst in Mineral Wells in Texas (über diese Zeit schrieb er später in einer seiner Hispanic Link-Kolumnen unter dem Titel Mineral WellsA Near and Distant Memory), dann in Washington, D.C. Dort schloss er sich der Chicano-Bewegung an und lernte Cecilia Preciado kennen, die er 1972 heiratete.
Damit Cecilia an der Stanford University arbeiten konnte, zogen die Eheleute nach Kalifornien. Burciaga begann, Besprechungen und Kolumnen für Lokalzeitungen und Zeitschriften zu schreiben. 1985 wurde er freier Mitarbeiter an der Kolumne Hispanic Link, die in mehreren Zeitungen erschien, und für den Pacific News Service.
Am 5. Mai 1984 gründete er zusammen mit Marga Gómez, Monica Palacios, Richard Montoya, Ric Salinas und Herbert Sigüenza in den Räumen der Galería de la Raza im Mission District von San Francisco die Latino-Theatergruppe Culture Clash  (zu deutsch etwa: Zusammenstoß der Kulturen). In dieser Zeit wohnten Tony und Cecilia Burciaga in der Nähe der Stanford University. Cecilia war dort als Associate Dean of Graduate Studies, Associate Provost for Faculty Affairs und Assistant to the President (der Präsident als Director of the Office of Chicano Affairs) tätig. In diesen Funktionen wurde sie aktiv bei der Herausbildung der Chicano-Gemeinschaft in Stanford und bei deren Unterstützung. Dazu gehörte beispielsweise die Gründung des El Centro Chicano, eines Zentrums für Chicano/Latino-Studenten. Tony Burciaga war weiterhin als Schriftsteller und Grafiker tätig.
1986 wurden Tony und Cecilia Resident Fellows in der Casa Zapata, einem auf Chicano-Themen ausgerichteten Studentenwohnheim, in dem ungefähr die Hälfte der Bewohner aus Chicano-Studenten bestand. Tony, Cecilia und ihre zwei Kinder wohnten dort in einem kleinen Apartment. Im Wohnheim fanden verschiedene Chicano- und Latino-Bildungsveranstaltungen statt; es war für seine Tradition der modernen mexikanischen Wandmalerei („Muralismo“) bekannt. Burciaga schuf zusammen mit studentischen Bewohnern von Casa Zapata zahlreiche Wandmalereien. Das bekannteste ist das von der Kritik gelobte Last Supper of Chicano Heros (zu deutsch: Das letzte Abendmahl der Chicano-Helden). Die im Wohnheim lebenden Studenten hatten ein Formular ausgefüllt, in dem sie eingetragen hatten, wer für sie zu diesen Helden gehörte und Burciaga platzierte diese am Tisch entsprechend der Bildtradition des Letzten Abendmahls. Dazu gehörten César Chávez, Juana Inés de la Cruz, Ignacio Zaragoza, Che Guevara, Martin Luther King, Jr. und andere. Das Bild ist Teil eines großen Wandgemäldes mit dem Titel Die Geschichte des Mais. Die Burciagas waren Resident Fellows bis 1994.
In den späten 1980ern und den frühen 1990ern wurde Burciaga zunehmend als Buchautor erfolgreich. Die Essay-Sammlungen Weedee Peepo (1988), Drink Cultura (1993), und Spilling the Beans (1995) behandelten soziale Probleme mit einer zweisprachigen Mischung aus Weisheit und Geist. Mit dem Gedichtband Undocumented Love aus dem Jahre 1992 gewann er den American Book Award.
Burciaga sprach auf zahlreichen Veranstaltungen zu Fragen der sozialen Gerechtigkeit in der San Francisco Bay Area einschließlich East Palo Alto, Redwood City und San José. Burciaga beteiligte sich an Hilfsaktionen für Sozialprojekte und politische Protestaktionen, unter anderem auch an solchen, die gegen Anti-Immigrations-Volksabstimmungen protestierten wie beispielsweise die California Proposition 187 sowie gegen andere Vorstöße dieser Art, mit denen Englisch als alleinige Sprache durchgesetzt werden sollte.
1995 erhielt Burciaga, der sich damals von seiner Krebserkrankung erholte, den Hispanic Heritage Award for Literature.
Als Burciaga am 7. Oktober 1996 starb, hatte er an seinem ersten Roman gearbeitet, der von einer Gruppe von Freunden handelte, die in El Paso in Texas aufwuchsen. Der Roman wurde 1997 unter dem Titel In Few Words / En Pocas Palabras: A Compendium of Latino Folk Wit and Wisdom posthum veröffentlicht.
Burciagas Erfolg als Muralist (Wandmaler), Dichter, Journalist und Comedian gründete in seiner Vielseitigkeit und seinem virtuosen Umgang mit Sprache. Er schrieb Spanisch und Englisch und kombinierte beide Sprachen, wobei er Sozialkritik betrieb und sein tiefes Gefühl von Entfremdung ausdrückte. Francisco Lomelí und Donaldo Urioste sagten in ihrer Besprechung (De Colores, 1977) von Restless Serpents (1976), seine Dichtung sei „powered by an incisive sense of irony with the purpose of criticizing set or ignored truths.... His critical approach becomes effective because his attacks avoid demagogic or abstract declarations.“ (auf Deutsch etwa: (Burciaga) ist durchdrungen von einem starken Sinn für Ironie, wobei der Vorurteile und das Verdrängen von Vorurteilen kritisiert. ... Sein kritischer Ansatz bezieht die Wirksamkeit aus dem Vermeiden von demagogischen oder abstrakten Verlautbarungen.)
Kennzeichnend für Burciaga als Schriftsteller war sein Humor, mit dem er ein System satirisch darstellte, in dem die Traditionen des Rassismus und der Diskriminierung lebendig blieben. Mit wenigen Ausnahmen behandelte er ausgesprochen politische und soziale Themen, wobei er frühe militante Dichtungen von z. B. Ricardo Sánchez, Abelardo Barrientos Delgado und Raymundo „Tigre“ Pérez aufgriff. Allerdings schrieb Burciaga differenzierter als die beiden letzteren und vermied den schneidenden Sarkasmus und die provokative Nachlässigkeit von Sánchez im Bereich der Sprache.

## Veröffentlichungen
- RESTLESS SERPENTS (1976) – Buch
- „La Verdad es que Me Canso“ (1976) – Gedicht
- „It’s the Same Guy“ (1977) – Gedicht
- Rio Grande, Rio Bravo (1978) – Short Story
- Romantic Nightmare (1978)  – Short Story
- „Smelda and Rio Grande“ (1978) – Gedicht
- „Pasatiempos and There’s a Vulture“ (1978) – Gedicht
- „World Premiere“ (1978) – Gedicht
- „Ghost Riders“ (1978) – Gedicht
- „To Mexico with Love“ (1978) – Gedicht
- Drink cultura: Chicanismo – Essays, Odell Ed., Santa Barbara 1993, ISBN 1-877741-07-8
- Españotli Titlan Englishic (1980) – Short Story
- El Corrido de Pablo Ramírez (1980) – Short Story
- „Letanía en Caloacute“ (1980) – Gedicht
- „Dear Max and Without Apologies“ (1980) – Gedicht
- „The Care Package“ (1980) – Gedicht
- Versos Para Centroamérica (1981) – Roman
- „I Remember Masa“ (1981) – Gedicht
- „For Emmy“ (1981) – Gedicht
- Sammyy los Del Tercer Barrio (1983) – Short Story
- La Sentencia (1984) – Short Story
- „El Retefemenismo and El Juan Cuéllar de San Jo“ (1984) – Gedicht
- WEEDEE PEEPO: A Collection of Essays (1988) – Bucht
- Undocumented Love/Amor Indocumentado: A Personal Anthology of Poetry, Chusma House Publ., San Jose, Calif. 1992, ISBN 0-9624536-3-3 --Buch
- DRINK CULTURA: Chicanismo (1993) – Buch
- Spilling the beans: lotería chicana, Odell Ed., Santa Barbara 1995, ISBN 1-877741-11-6
- In Few Words / En Pocas Palabras: A Compendium of Latino Folk Wit and Wisdom,  eine zweisprachige Sammlung, herausgegeben von Carol & Thomas Christensen,  Mercury House, San Francisco 1997, ISBN 1-56279-093-5 --Buch
- Colors on desert walls: the murals of El Paso, mit Miguel Juárez, Miguel und Cynthia Weber Farah, Texas Western Pr., El Paso, Texas 1997, ISBN 0-87404-236-4
- „The Last Supper of Chicano Heroes: The Selected Works of Jose Antonio Burciaga“, herausgegeben von Mimi Gladstein und Daniel Chacón, 2008